# The Pretty Things
The Pretty Things byla anglická rocková hudební skupina, založená v Londýně v roce 1963. Název si zvolila podle písně Willie Dixon „Pretty Thing“ z roku 1955 hranou Bo Diddleyem. V první inkarnaci byla aktivní do roku 1971. Vydali pět studiových alb, včetně debutu The Pretty Things (na 6. místě UK Albums Chart) a S. F. Sorrow (první rocková opera), čtyři EP a 15 britských singlů, mezi nimiž byly i hity v Top 20 UK Singles Chart: „Don't Bring Me Down“ a „Honey I Need“. Ještě v roce 1971 se znovu spojili a pokračovali až do roku 1976, během něhož vydali další tři studiová alba. Poté se znovu zformovali v letech 1979 až 2020 a vydali dalších pět studiových alb, z nichž poslední bylo Bare as Bone, Bright as Blood.
Skupinu založili zpěvák Phil May, který v ní setrval po celou dobu až do své smrti v roce 2020, a kytarista Dick Taylor – ten odešel ještě před koncem první inkarnace, ale ke třetí se připojil znovu a zůstal po celou její dobu. Dalšími členy byli John Stax (baskytara), Brian Pendleton (kytara) a Pete Kitley, kterého ještě před prvním nahráváním nahradil na bicí Viv Prince. V sestavě kapely došlo k mnoha změnám; Peter Tolson (kytara), Jon Povey (klávesy) a Skip Alan (bicí) působili ve všech třech inkarnacích, zatímco baskytarista Wally Waller se podílel na první a třetí.
Pretty Things také nahrávali tzv. „stock music“ pro filmové soundtracky, které vyšly v sérii alb Electric Banana, a v 90. letech spolupracovali s jinými umělci a kapelami, například Pretty Things & the Yardbird Blues Band a Pretty Things 'N Mates.

## Diskografie

### Studiová alba
- The Pretty Things (1965) – UK #6
- Get the Picture (1965)
- Emotions (1967)
- S. F. Sorrow (1968)
- Parachute (1970) – UK #43
- Freeway Madness (1972)
- Silk Torpedo (1974)
- Savage Eye (1976)
- Cross Talk (1980)
- Out of the Island (1988)
- Still Unrepentant (1995)
- Resurrection (1999)
- Rage… Before Beauty (1999)
- Balboa Island (2007)
- The Sweet Pretty Things (Are in Bed Now, of Course…) (2015)
- Bare as Bone, Bright as Blood (2020)